# Los 40 Urban
Los 40 Urban (estilizado como LOS40 Urban) es una cadena de radio española de temática musical, perteneciente a Prisa Radio que en 2020 sustituyó a la antigua emisora Ke Buena. Su programación se basa principalmente en radiofórmula especializada en sonido urbano y los mejores clásicos del género reguetón, dembow, reggae en español, dancehall, toasting, hip hop, dance, soca, dub, pop latino, bachata, trap, trap latino, tecno-rumba, etcétera, ya consolidados a nivel internacional y nacional.
Sus emisiones comenzaron el 14 de abril de 2020 a las 17:00 horas. En julio de 2020 empezó a emitir en TDT, pudiéndose así escuchar en gran parte del territorio nacional, y en abril de 2021 comenzó a emitir en más ciudades del país, como Zaragoza o Barcelona; ciudades donde no tenían frecuencia.
Actualmente la emisora tiene 12 frecuencias, pero se prevé que se siga expandiendo por todo el país. 
Sus máximos competidores en la actualidad son Flaix FM (Cataluña) y Loca Urban.
En el EGM publicado en julio de 2025, la emisora ha reportado 375.000 oyentes diarios.
Su programa despertador, LOS40 Urban con Ramsés López - El Faraón, ha alcanzado 149.000 oyentes diarios durante el tramo de emisión, de lunes a viernes de 07h a 12h.

## Frecuencias

### FM

#### Andalucía
- Granada: 96.8 FM

#### Aragón
- Zaragoza: 92.0 FM

#### Principado de Asturias
- Grado: 94.7 FM

#### Canarias
- Las Palmas: 102.7 FM

#### Castilla-La Mancha
- La Roda:  92.4 FM
- Las Pedroñeras: 97.1 FM

#### Cataluña
- Barcelona: 104.2 FM

#### Comunidad de Madrid
- Collado Villalba: 96.9 FM
- Madrid: 103.9 FM

#### Comunidad Valenciana
- Castellón de la Plana: 105.1 FM

#### Galicia
- Pontevedra: 104.9 FM

#### País Vasco
- Bilbao: 98.8 FM

### TDT
- Red de cobertura estatal: Si

## Versiones internacionales
LOS40 como marca radiofónica, tiene emisoras en varios países, operadas por entidades que funcionan bajo licencia del Grupo Prisa o como empresa conjunta para usar la marca. Desde 2022 Grupo Prisa decide extender su cadena urbana LOS40 Urban hacia Latinoamérica, comenzando por Colombia sin embargo posteriormente fue cedida para la versión local de LOS40. Los países que en la actualidad tenían red de LOS40 Urban son: 

### LOS40 Urban Colombia
Fue una emisora de formato «urbano», bajo los géneros musicales de reguetón, bachata, electrónica y champeta. Inicio emisiones desde el 1 de julio de 2022 a las 00:00 reemplazando a Oxígeno by Los 40, el cual había reemplazado en 2020 a la señal principal de Los 40 Colombia en sus frecuencias FM y relegando la emisora a la emisión por internet.

#### Frecuencias
- Bogotá: 100.4
- Cali: 104.0
- Medellín: 90.9
- Villavicencio: 90.3

#### Cese de emisión
El 1 de junio de 2023, por medio de un comunicado de Grupo Prisa, la emisora entró en proceso de reestructuración, en el cual hubo recortes de personal y se comienza un nuevo modelo estratégico entre audiencia y negocio.
A partir del 1 de julio de 2023, la cadena oficialmente fue reemplazada por LOS40 Colombia. que, a su vez, regresa después de 3 años al espectro FM.